# 小黑三棱
小黑三棱（学名：Sparganium simplex），为黑三棱科黑三棱属下的一个植物种。其种加词“simplex ”意为“简单、单一的”。
现接受名为线叶黑三棱（Sparganium angustifolium Michx., 1803）。